# Nyugat-romániai fejlesztési régió

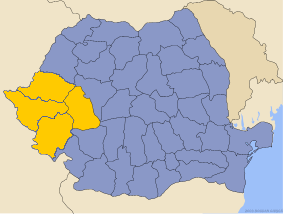
A Nyugat-romániai fejlesztési régió elhelyezkedése

A Nyugat-romániai fejlesztési régióhoz tartozó megyék: Arad, Hunyad, Krassó-Szörény, Temes (ezek a romániai megyék ugyanakkor a Duna-Körös-Maros-Tisza Eurorégiónak is tagjai). Területe 32 028 km², lakosainak száma 1 958 648 fő, népsűrűsége 61 fő/km². Nemzetiségi összetétel: román (86,3%), magyar (6,7%), roma (2,5%), német (1,3%), más (3,1%).
1998-ban hozták létre, feladata a fejlesztési projektek összehangolása és az európai uniós támogatások felhasználásának szabályozása.

## Települések
Fontosabb városok: Temesvár, Arad, Resicabánya, Vajdahunyad, Déva, Lugos, Petrozsény.

## Gazdaság
2005-ben Románia második legfejlettebb régiója, az egy főre jutó bruttó hazai termék 8395 euró (az Uniós átlag 39%-a).